# The Cry Baby Killer
Pour plus de détails, voir Fiche technique et Distribution.
The Cry Baby Killer est un film américain réalisé par Jus Addiss, sorti en 1958. Il s'agit du premier film dans lequel joue Jack Nicholson.

## Synopsis
Jimmy Wallace (un étudiant), croyant avoir tué plusieurs camarades qui le battaient, se réfugie dans un magasin et prend les clients en otage.

## Fiche technique
- Titre : The Cry Baby Killer
- Titre français : The Cry Baby Killer
- Réalisation : Jus Addiss
- Scénario : Leo Gordon et Melvin Levy
- Photographie : Floyd Crosby
- Montage : Irene Morra
- Musique : Gerald Fried
- Direction artistique : Don Ament
- Producteurs : Roger Corman, David Kramarsky et David March
- Société de production : Allied Artists Pictures
- Société de distribution : Allied Artists Pictures (États-Unis), Associated British-Pathé (Royaume-Uni)
- Pays de production :  États-Unis
- Langue : Anglais américain
- Format : Noir et blanc — 35 mm — 1,66:1 — Son : Mono
- Genre : Film dramatique, Film policier, Thriller
- Durée : 70 minutes (1 h 10)
- Dates de sortie :
  - États-Unis : 17 août 1958
  - Royaume-Uni : 23 février 1959

## Distribution
- Harry Lauter : Lieutenant Porter
- Jack Nicholson : Jimmy Wallace
- Carolyn Mitchell : Carole Fields
- Brett Halsey : Manny Cole
- Lynn Cartwright : Julie
- Bill Erwin : M. Wallace
- Ed Nelson : Rick Connor
- Mitzi McCall : Evelyn
- Barbara Knudson : Mme Maxton

Acteurs non crédités
- Roger Corman : Joe
- Leo Gordon
- Bruno VeSota
- Herb Vigran